# マクシマ・ソレギエタ
マクシマ（Máxima、1971年5月17日 - ）は、第7代オランダ国王ウィレム＝アレクサンダーの王妃（在位: 2013年4月30日 - ）、オラニエ＝ナッサウ公妃。誕生名は、マクシマ・ソレギエタ・セルティ（Máxima Zorreguieta Cerruti）。

## 略歴

### 生い立ち

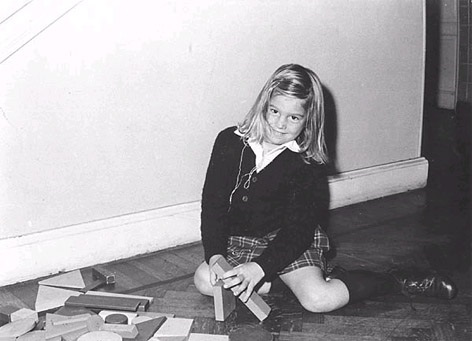
1977年撮影（6歳）

1971年、バスク系・イタリア系アルゼンチン人のホルヘ・ソレギエタと、2度目の妻でバスク系アルゼンチン人のマリア・デル・カルメン・セルティ・カリカルト（María del Carmen Cerruti Carricart）の娘としてブエノスアイレスで生まれた。父が先妻との間にもうけた異母姉が3人、同母兄2人と同母妹（故人）がいる。
父ホルヘは裕福な農場経営者で、ホルヘ・ラファエル・ビデラ政権時代に農林大臣を務めた。1995年にアルゼンチン・カトリック大学で経済学の学位を取得し卒業した。

### 王子との出会い
1999年、米国ニューヨークで銀行に勤めていたマクシマは、友人主催のパーティーのあったセビリアのバルで、親戚に紹介された女性と一緒にいたオランダのウィレム＝アレクサンダー王子と知り合う。
2000年頃、2人の交際が公になり、オランダ国内で大きな議論を巻き起こした。マクシマの父ホルヘが、軍事独裁政権であったビデラ政権の閣僚であったことが問題視されたのである。反体制派ヘの拷問や殺害、拉致といった「汚い戦争」を引き起こした軍政の大臣の娘と、次期王位継承者との結婚を許していいものか、もし結婚を選ぶなら王位継承権を放棄すべきだ、との世論がオランダ・アルゼンチン双方の国民の間から巻き起こった。その後、オランダ議会の調査により、ホルヘ自身は「汚い戦争」には直接関与していなかったが、軍政下でそうした行為が行われていたことは本人は否定しているものの、大臣として知っていたと結論づけた。
2001年1月31日の女王ベアトリクスの誕生日、女王夫妻とウィレム＝アレクサンダー、そしてマクシマが並んで写された写真が公表され、女王と王配クラウスが2人の結婚に賛成の意向を示していることを公に示した。

### 結婚準備と国籍・宗教
2001年5月17日、マクシマはオランダ国籍法に基づくオランダ国籍を取得した。結婚前に外国人がオランダ国籍を取得することはオランダでは慣例となっていないため、この特別扱いは不満を引き起こした（通常の状況ではオランダの市民権を得るのには最低5年かかる。しかし、王室の花嫁となるために必須であり、オランダの法律によって授けられている）。現在はオランダとアルゼンチン（アルゼンチン国籍法に基づく）の二重国籍を持つ。
結婚式の数日前、女王ベアトリクスによってマクシマはオランダのプリンセス（Prinses der Nederlanden）の称号と殿下（Koninklijke Hoogheid）の敬称を授けられた。
一般に考えられているのとは違い、マクシマはウィレム＝アレクサンダーと同じプロテスタント（オランダ改革派）に改宗せず、カトリック教徒のままである。
オランダの王位継承は、法律ではなく慣例として、カトリック教徒が君主となることを禁じている。これはオランダがカトリック教国スペインから八十年戦争を経て独立した歴史に由来する。
しかし、マクシマはウィレム＝アレクサンダーとの間に生まれた3人の王女たちをプロテスタントとして育てることに同意している。
過去、ベアトリクス女王の妹であるイレーネ王女とクリスティーナ王女がカトリック教徒と結婚した際には、議会から承認が得られず、王位継承権を失っている。

### オランダ王太子妃として
マクシマとウィレム＝アレクサンダーは2001年3月30日に正式に婚約した。テレビ放送された婚約会見では、マクシマはほぼ流暢なオランダ語を披露した。
2002年2月2日、アムステルダムのブールス・ファン・ベルラーヘで民事婚を行い、アムステルダム新教会にて宗教婚を執り行った。しかし、結婚の障害になりかけた妃の父ホルヘは式への出席を認められなかった。また、夫を一人残していけないとして、母マリアも式に欠席した。式中、アストル・ピアソラの「アディオス・ノニーノ」（Adiós Nonino 「さよならお父さん」）が流れた時、マクシマは両目から大粒の涙を流した。
2003年に第1子・長女カタリナ＝アマリア王女（現オラニエ女公）が誕生、2005年には第2子・次女アレクシア王女が誕生している。2007年4月10日、第3子・三女となるアリアーネ王女が誕生した。
2005年、銀行で働いていた経験を生かし、国際連合の国際マイクロクレジット年におけるアドヴァイザーとなった。
LGBTの人権擁護活動（オランダにおけるLGBTの権利）を支援する世界でもまれな王族の一人である。マクシマの広報担当は、「プリンセスは、オランダ国内の全てのグループが平等な権利を持つことに賛同している。」と述べている。

### オランダ王妃

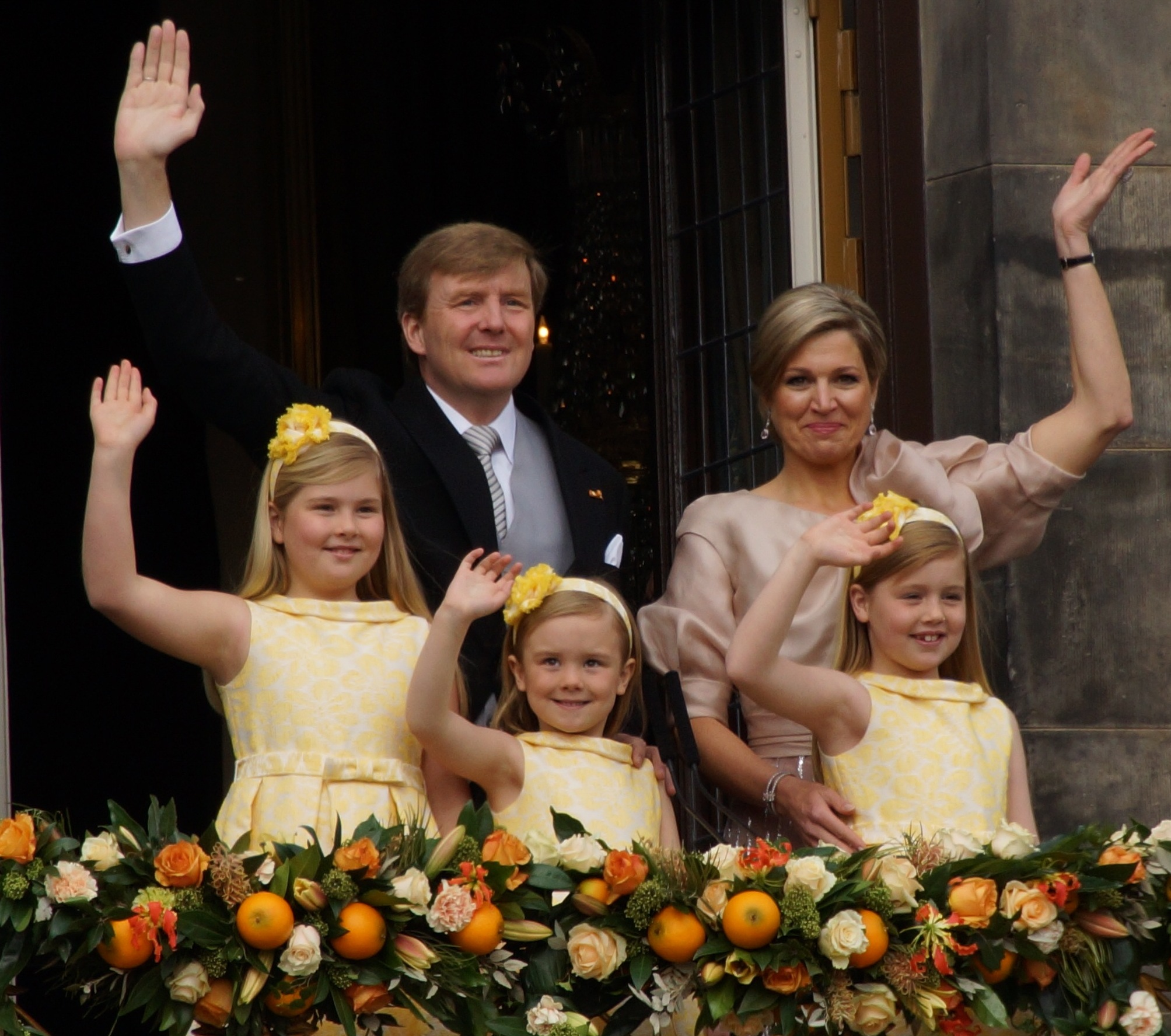
即位式の日、2013年5月7日

2013年4月30日をもってベアトリクス女王が退位し、翌5月1日付で夫ウィレム＝アレクサンダーがオランダ国王に即位した。これによりマクシマは、エンマ王妃以来123年ぶりとなるオランダ王妃となった。
2014年（平成26年）10月28日から31日まで、国王とともに夫妻で日本を国賓訪問した。その際、国王は大勲位菊花章頸飾を、王妃は宝冠大綬章を受章した。

## 子女
- カタリナ＝アマリア・ベアトリクス・カルメン・ヴィクトリア（2003年 - ） - オラニエ女公
- アレクシア・ユリアナ・マルセラ・ローレンティン（2005年 - ）
- アリアーネ・ウィルヘルミナ・マクシマ・イネス（2007年 - ）

## 登場作品
- 『マキシマ オランダ・プリンセス物語』- 2023年、オランダ